# Revue de Paris

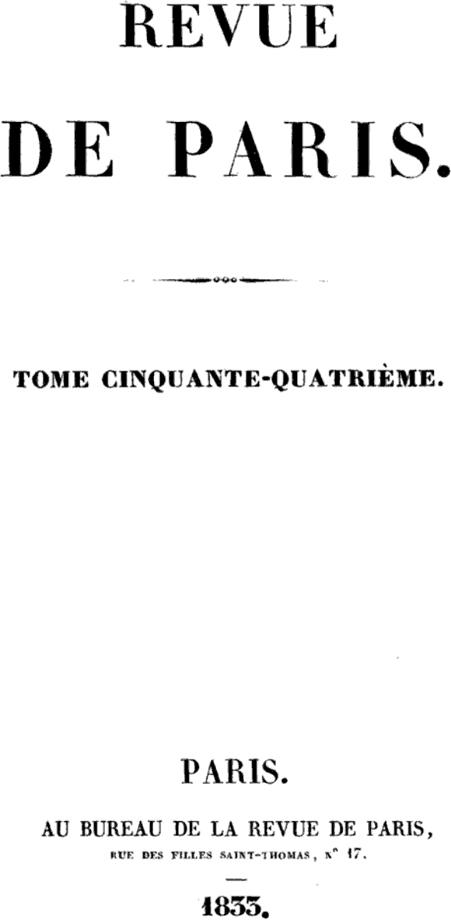
Frontespizio di un numero de La Revue de Paris del 1833

La Revue de Paris è stata una rivista letteraria francese fondata da Louis-Désiré Véron nel 1829 e pubblicata in diverse serie, con alcune interruzioni, fino al 1970.

## Storia
La rivista nacque in parte con lo scopo di far conoscere nuovi autori. Fu dall'inizio concorrente della Revue des Deux Mondes, fondata da François Buloz nell'agosto dello stesso 1829. Diretta da Charles Rabou, vi collaborarono fin dall'inizio numerosi letterati (Stendhal vi pubblicò Vanina Vanini nel dicembre del 1829, Balzac vi pubblicò Sarrasine nel 1830, eccetera), pubblicava spesso resoconti letterari di viaggio (Promenades) e fu la prima rivista a pubblicare romanzi a puntate. Acquistata nel 1834 da François Buloz, la rivista diminuì le sue vendite e nel 1845 interruppe le pubblicazioni. Queste tuttavia ripresero nel 1846 ad opera di Théophile Gautier, Arsène Houssaye, Louis Marie de Lahaye Cormenin e Maxime Du Camp, i quali accolsero gli scrittori respinti dalla Revue des Deux Mondes, tra cui Gustave Flaubert il quale diede alla rivista Madame Bovary anche per le garanzie che gli aveva dato Maxime Du Camp, all'epoca fra i proprietari della Revue de Paris. Tuttavia la Revue de Paris, nel timore non infondato di problemi giudiziari, censurò alcuni passi del romanzo di Flaubert, il quale ritirò il consenso alla pubblicazione. Infine, nel 1858 la Revue de Paris fu soppressa dal governo francese.
Si osservi che durante il periodo 1829-1854 apparvero numerosi numeri de La Revue de Paris contraffatti, stampati generalmente in Belgio, e contenenti spesso variazioni rispetto alla corrispondente rivista pubblicata a Parigi. Il fenomeno della pirateria letteraria interessò anche altre riviste (La Revue des Deux Mondes, la Revue nouvelle, eccetera).
La rivista apparve nuovamente nel 1864. Nel biennio 1864-1865 fu pubblicata con il titolo La Nouvelle Revue de Paris, prima di essere assorbita da La Revue française. Nel 1894 rinacque nuovamente col titolo Revue de Paris, sempre con lo scopo di fare concorrenza alla Revue des Deux Mondes, ad opera di Edmond de Fels (1858-1951), il quale costituì una società a responsabilità limitata che trasmise in seguito al figlio Andrea e sua figlia Edmée che più tardi divenne duchessa de La Rochefoucauld. Questa serie terminò nel 1940, con l'occupazione tedesca. La rivista riprese con la fine della seconda guerra mondiale nel maggio 1945, per scomparire definitivamente nel 1970.